# Épeautre
Triticum aestivum subsp. spelta · grand épeautre
Ne doit pas être confondu avec Engrain (Triticum monococcum), appelé aussi petit épeautre.
Espèce
L'épeautre (Triticum aestivum subsp. spelta), appelé aussi « blé des Gaulois », est une céréale proche du blé tendre mais vêtue (le grain reste couvert de sa balle lors de la récolte).
Cette espèce est aussi appelée « grand épeautre » par opposition aux autres espèces de céréales rustiques du genre Triticum :
- l'engrain ou « petit épeautre », (Triticum monococcum) ;
- l'amidonnier ou « moyen épeautre », « farro », (Triticum dicoccum) cultivé en Italie, et dans le Sud de la France.

L'épeautre est parfois considéré comme une espèce à part entière (Triticum spelta L. (1753) chez ITIS (22 juillet 2024)) au lieu d'être une sous-espèce du Triticum aestivum.
Panifiable, il fait partie des végétaux comestibles complets en acides aminés essentiels, en particulier s'agissant de variétés anciennes, considérées non hybridées avec le blé (ce qui semble impossible à prouver). Le taux de lysine reste cependant généralement très moyen, bien que supérieur à celui du blé.
Du point de vue diététique, en dépit d'un rendement moins élevé et, malgré un prix plus élevé, l'épeautre pourrait être jugé plus intéressant que le blé, mais moins que l'engrain.
« Épeautre vert » désigne des grains de grand épeautre récoltés avant maturité.

## Caractéristiques
Le rendement en grains de cette céréale est réputé faible, bien qu'il puisse atteindre 85 quintaux/ha en culture intensive, car elle était généralement cultivée sur des terres médiocres ; elle a été délaissée au profit de variétés de blés à plus haut rendement.
La tige est plus haute que celle du blé et l'enveloppe du grain (glumelle, balle) est très dure et adhérente, ce qui est probablement la raison de sa résistance aux fusarioses. Des essais confirment que la résistance de l'épeautre aux maladies est généralement supérieure à celle du blé tendre. Cette peau est très riche en silicium. Grâce à ses racines profondes, l'épeautre peut pousser sur des sols peu fertiles et secs.
L'épeautre est panifiable et apprécié pour son bon goût. À la sortie de la moissonneuse-batteuse, on récupère un mélange d'épillets et de grains vêtus. Ceux-ci doivent donc être débarrassés des balles (glumes et glumelles) avant mouture. Cette opération est appelée décorticage. La farine est utilisée en boulangerie, notamment pour la fabrication de pains. Elle sert aussi pour faire des pâtes alimentaires.
L'épeautre est peu utilisé en agriculture conventionnelle ; récolté sous forme de plante entière immature en ensilage, c'est un fourrage diététique d'un bon rendement, mais de valeur énergétique médiocre pour les ruminants,. C'est une céréale préférentiellement utilisée dans les agricultures durables et biologiques.

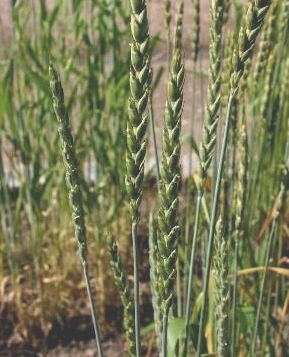
Épis.

## Histoire
L'épeautre semble être apparu en culture au Néolithique précéramique B (PPNB) au Proche-Orient au 8e millénaire. Il n'est pas signalé au début du néolithique (PPNA). Étant un croisement de Triticum diploïde (l'engrain, Triticum monococcum, le blé primitif ou Triticum urartu, sauvage) et d'égilope (Aegilops squarrosa), une graminée sauvage, il pourrait résulter d'un croisement naturel survenu dans les premiers champs cultivés ; des origines asiatiques ou européennes sont envisagées. Des études suggèrent une origine indépendante de l'épeautre européen, qui serait le fruit d'une hybridation entre l’amidonnier et le blé tendre,.
Le blé tendre (Triticum aestivum subsp. aestivum) et l'épeautre sont très proches génétiquement bien que le premier soit à graines nues et le second à graines vêtues et ils sont tous deux hexaploïdes, aussi des croisements fortuits entre blé et épeautre ont sans doute eu lieu à toutes les époques.
L'épeautre Triticum aestivum subsp. spelta se retrouve dans des sites archéologiques de l'âge du bronze, surtout en Europe centrale et de l'Est, au Proche-Orient, et dans les Balkans. Récoltée comme céréale d'hiver, elle est souvent mêlée ou confondue avec d'autres céréales.
Les premières mentions de cette céréale sont difficiles à cerner : beaucoup de langues anciennes utilisent un terme signifiant « grain » pour nommer la céréale la plus courante. Par exemple, six termes latins peuvent se traduire par blé, épeautre, grain ou céréale. Il semblerait, en tenant compte de ces précautions, que selon la Bible cette céréale était connue et cultivée en Égypte antique. Ézéchiel peut l’avoir employée comme ingrédient pour faire son pain.
L'épeautre ne semble pas avoir été en usage chez les Grecs et les Romains antiques, malgré certaines affirmations tardives comme celle du Gaffiot. Dans le contexte de l'étude des cultures anciennes, de nombreux documents emploient le mot épeautre pour se référer à une céréale qui, selon d'autres sources (voir plus bas), n'était pas en réalité l'hexaploïde Triticum aestivum subsp. spelta, mais d'autres espèces à grain vêtu (emballé) comme le tétraploïde Triticum turgidum sp. dicoccum (amidonnier). Cette confusion peut s'expliquer par la mauvaise traduction de termes génériques qui dans d'autres langues font référence à des céréales à grain vêtu sans distinguer entre les espèces (comme dans l'italien farro), ou par la fluidité de l'opinion à propos de la correspondance des espèces avec les termes anciens. La signification du grec ancien ζειά / dzeiá ou ζέα / dzeá est incertaine et peut être rapprochée de Triticum dicoccum ou de Triticum monococcum plutôt que de Triticum aestivum subsp. spelta. De même, la céréale des romains désignée par le mot latin far, bien que souvent traduit par « épeautre », était en réalité l'amidonnier (Triticum turgidum sp. dicoccum).
Abondamment cultivé en Europe de l'Ouest jusqu'au XIe siècle (principale céréale d'hiver, avec l'orge, à l'époque carolingienne), il sert essentiellement à la fabrication du pain (c'est la principale céréale consommée par les Gaulois et les Germains, d'où son surnom de « blé des Gaulois ») mais aussi de la cervoise, avec l'orge. L'épeautre d'hiver était particulièrement apprécié pour sa résistance au froid dans les régions de montagne. Avec l'expansion d'autres céréales, en particulier froment, maïs ou riz, la culture de l'épeautre a régressé progressivement jusqu'à disparaître presque totalement.
Il est introduit en Amérique du Nord au début du XIXe siècle, surtout pour servir de fourrage.
De nos jours, redécouvert pour ses précieuses propriétés diététiques, il est cultivé à petite échelle en France, Allemagne, Suisse et dans le sud de l'Europe, notamment en Italie surtout dans la Garfagnana, aux pieds des Alpes apuanes, dans la province de Lucques. L'appellation d'origine de l'épeautre cultivé par les agriculteurs de cette région, farro della Garfagnana), est préservée via le label IGP de l'UE.
Le grand épeautre est aujourd'hui cultivé en région wallonne (Belgique) et en France dans le bassin parisien, dans le Dauphiné, en Bresse, ainsi qu'en Bourgogne. Devenu une culture de niche, il trouve aujourd'hui sa place naturelle dans les exploitations en agriculture durable ou biologique, et approvisionne le marché des aliments de santé (États-Unis, Canada...).

## Culture et préparation
L'épeautre se comporte bien dans tous les sols, même pauvres. Le semis intervient en automne, sur un sol préparé précédemment, et se fait avec les grains vêtus souvent restés groupés en épillets. La plante est robuste, talle bien, est relativement résistante au froid, aux maladies et aux autres infestations, et peut éventuellement se passer d'engrais ou de produits phytosanitaires. Sa longue paille la prédispose cependant un peu à la verse. La moisson se fait l'été suivant, à peu près à la même époque que le blé tendre.
La particularité de l'épeautre est que le grain conserve après le battage les enveloppes ou glumelles qui restent adhérentes (comme c'est le cas pour d'autres céréales comme l'orge, le riz...). Cela impose ensuite une opération de décorticage. Le rendement après décorticage est d'environ 60 à 70 % du produit initial. Cet inconvénient, qui s'ajoute au rendement modéré de cette culture, explique que, le plus souvent, l'épeautre a été remplacé par le seigle depuis le haut Moyen Âge ; cependant sa culture s'est maintenue, jusqu'au XXe siècle, dans plusieurs régions, comme celles des Ardennes (Belgique et Nord de la France) et autour du lac de Constance (Allemagne, Suisse, Autriche).

### Cultivars
Pour la consommation en bio ou en diététique, les variétés ou populations anciennes (Oberkulmer) dites non hybridées avec le blé sont recherchées pour leur qualité supérieure, cependant ces cultivars sont souvent sensibles à la verse et à la rouille. Les variétés modernes présentent un meilleur comportement agronomique. On peut les choisir en fonction de la destination de la culture ; par exemple : Stone pour l'alimentation des ruminants, Cosmos pour la qualité boulangère et le rendement. En 2024, 25 variétés sont inscrites au catalogue officiel français.Des variétés de printemps sont parfois semées au Canada.

En Suisse existe l'appellation Pur Épeautre ou Urdinkel (épeautre ancestral) en allemand. Les producteurs sont tenus de respecter un cahier des charges (peu contraignant).

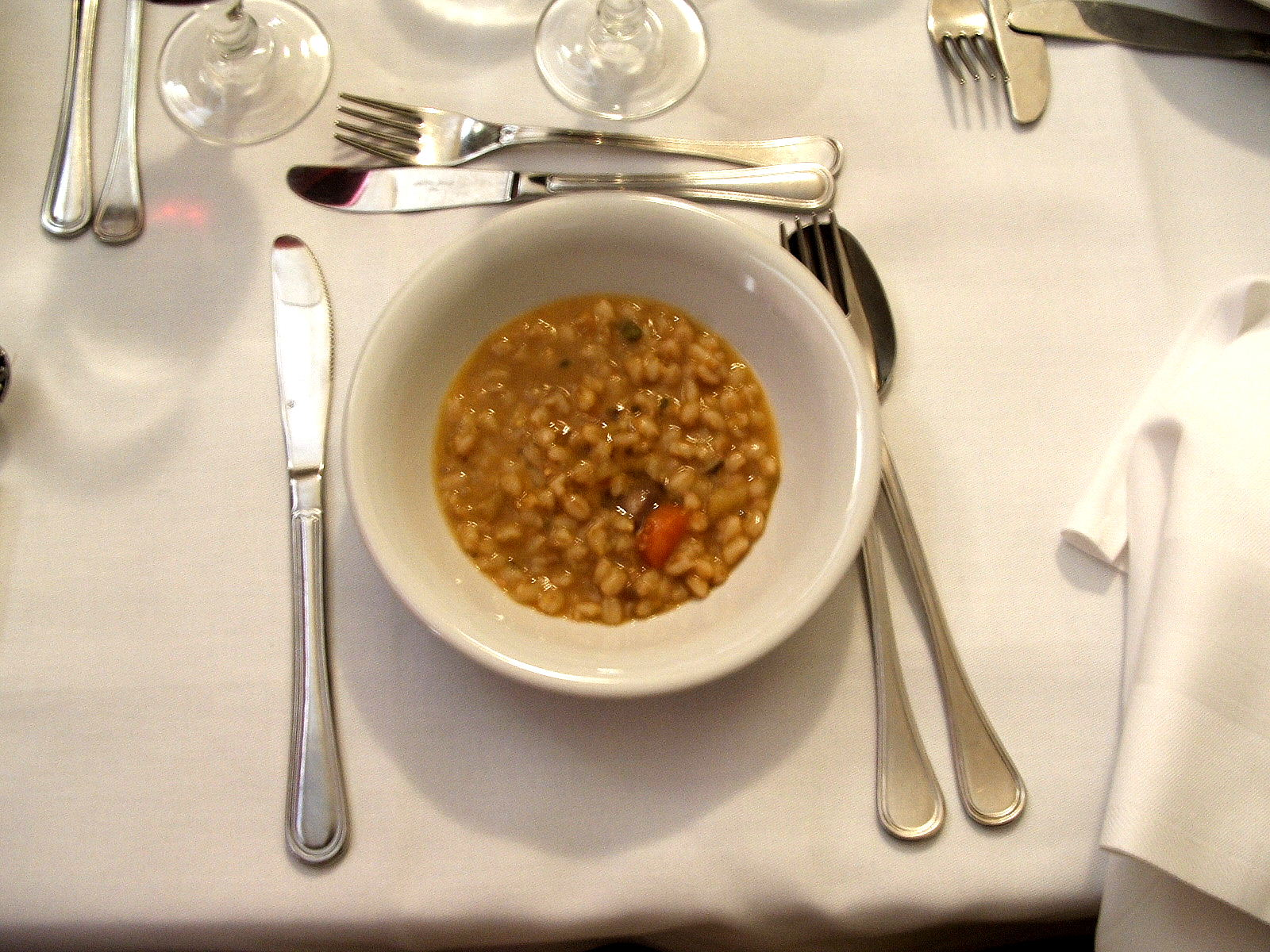
Soupe d'épeautre typique de la Maremme toscane.

## Utilisation

### Alimentation humaine

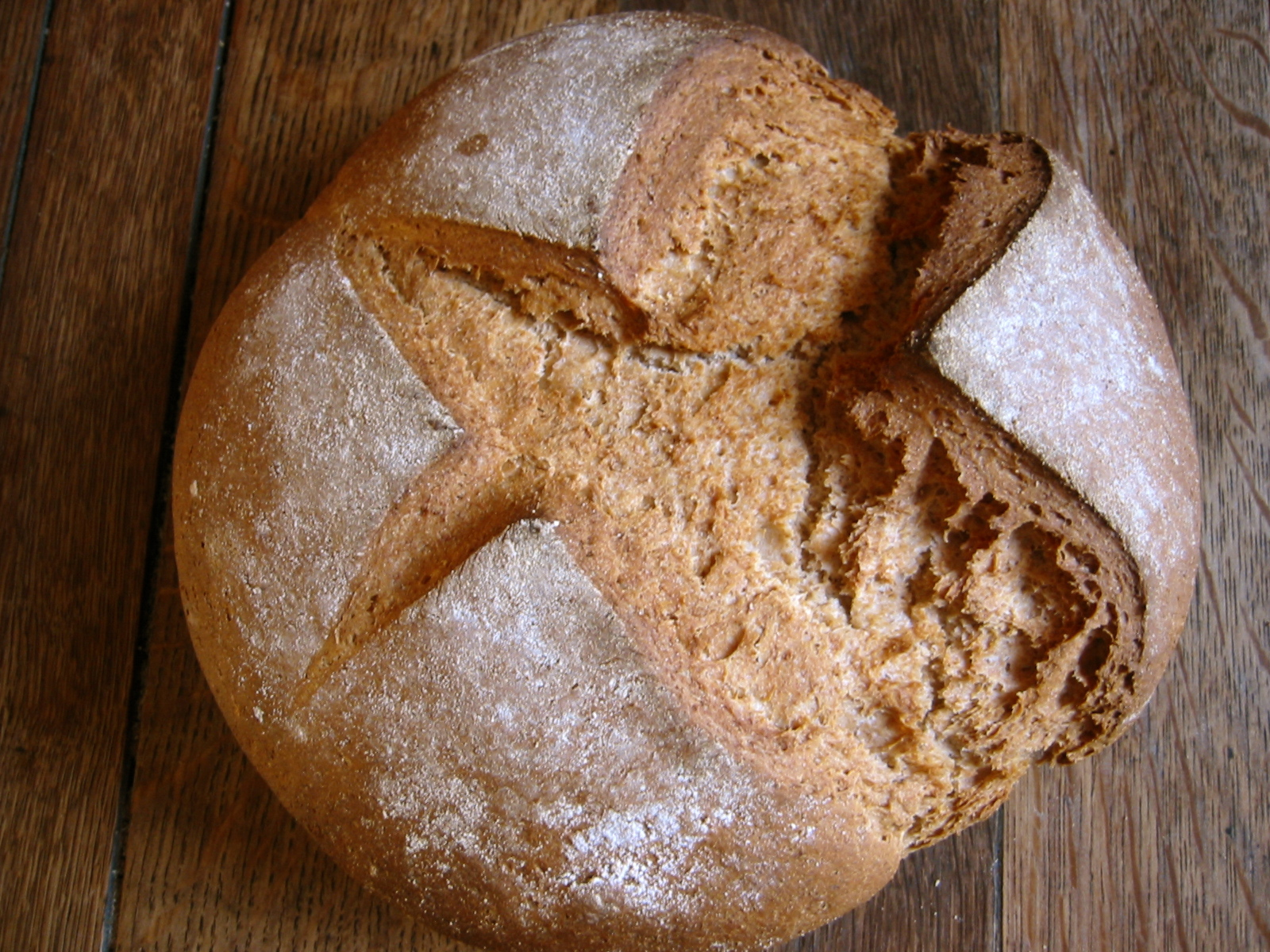
Pain d'épeautre

#### Valeur nutritionnelle
En alimentation humaine, le grain s’utilise décortiqué. La valeur énergétique de ces grains nus est équivalente à celle du blé panifiable. La teneur en protéines atteint 19 %, contre 11 % pour le blé et on considère que l'épeautre contient trois fois plus d'albumines, de phosphore et de vitamine A que le blé. Sa richesse en lysine, un acide aminé absolument essentiel et en magnésium, en zinc, en fer et cuivre, est également supérieure (voir tableau).

#### Utilisation
L'épeautre a un goût de noix. En cuisine, il est utilisé surtout comme ingrédient de soupes et potages, ainsi que pour les salades froides, le riz aux cèpes et le risotto. Même bien cuit, l'épeautre reste légèrement croquant.
Pour la cuisson, si l'on ne choisit pas du grain précuit par l'industrie agroalimentaire, il est nécessaire de faire tremper les grains dans l'eau une nuit entière, avant une cuisson de 25 à 30 minutes, comme le riz, dans de l'eau bouillante salée, un bouillon aromatisé ou à la vapeur.
Les grains d'épeautre décortiqués peuvent aussi être moulus pour la fabrication de pâtes, pains et biscuits. La fabrication du pain à base de farine d'épeautre nécessite un peu moins d'eau car la pâte a tendance à « lâcher » et coller. La farine d'épeautre est également utilisée dans la fabrication industrielle de confiserie.
L'épeautre est aussi l'un des ingrédients d'un type de bière, la Dinkelbier, en Allemagne (Dinkel = « grand épeautre » en allemand).
L'épeautre vert est un épeautre récolté avant maturité, séché ou fumé puis décortiqué, c'est un produit qui peut rappeler le malt d'orge. Il est plus proche du blé vert ou frikeh. C'est une spécialité du Bauland (Allemagne).
L'épeautre entre dans la composition du farro, spécialité italienne.

### Alimentation animale

#### Ruminants
Les épillets d'épeautre secs peuvent être utilisés directement ou aplatis dans la ration des ruminants. Peu énergétiques et peu denses, ils nécessitent un stockage important mais il n'est généralement pas nécessaire de ventiler. Ils sont appréciés pour leur rôle de stimulation de la rumination. L'ingestibilité est correcte, la paille et la balle étant plus douces que celles du blé tendre.
L'ensilage d'épeautre immature plante entière (à ne pas confondre avec l'ensilage d'épillets entiers possible également) peut convenir aux ruminants à faibles besoins en énergie ou pour corriger une ration déficitaire en cellulose et assurer une bonne rumination.
L'épeautre est cependant concurrencé dans ces usages par le triticale, un hybride artificiel de blé tendre et de seigle.
Le rendement en paille est supérieur d'un tiers à celui du blé tendre.

### Utilisation médicinale
La farine d'épeautre était utilisée pour fabriquer des pommades dans l'antiquité. Théophraste, au IVe siècle av. J.-C., donne une recette à base de cette farine, de dattes et de fromage (amidon, sucre et graisse), mêlée à de la bière, des sucs et des résines, pour obtenir une pâte parfumée servant à frictionner la peau, ou à panser des blessures, recette qu'il attribue aux Sumériens.
Si l'épeautre prend une place croissante dans des régimes de santé naturelle, les références historiques à Hildegarde de Bingen sont discutées.
Hildegarde, auteur de textes médicaux médiévaux (Physica, Causæ et Curæ), est souvent citée pour asseoir les bienfaits de l'épeautre. Cependant les historiens rappellent que le terme Korn ne se traduit pas toujours par épeautre. De plus, Hildegarde écrit en dialecte germanique rhénan dont la traduction du nom des plantes est hypothétique. Dans ses écrits latins, elle n'utilise aucun terme signifiant uniquement l'épeautre. En allemand actuel, ne se pose pas non plus la différence épeautre /petit épeautre, source de confusion en français puisque le premier se traduit par Dinkel ou Spelt, tandis que le deuxième se traduit par Einkorn (engrain). Les récentes études ont démontré que l'épeautre mentionné par Hildegarde de Bingen dans ses ouvrages serait le grand épeautre que l'on trouve aujourd'hui dans le commerce sous la dénomination "d'épeautre non hybridé", par opposition à l'épeautre hybridé au blé. La variété d'épeautre non hybridé qui se rapproche le plus des bienfaits décrits par Hildegarde de Bingen serait l'Oberkülmer.
Selon des courants de médecine naturelle se référant à Hildegarde, l'épeautre serait la reine des céréales et la panacée contre la dépression et la mélancolie. Or ceci n'est pas le fait de l'épeautre, mais de la « viriditas » (verdeur et vitalité), un néologisme d'Hildegarde pour conférer à toute chose, ses qualités et qui est une notion premièrement théologique : c'est la grâce vivifiante, que le vert, comme couleur symbolise. Ainsi Hildegarde préconise pour soigner les langueurs de l'esprit de s'asseoir et contempler une prairie verte (virida). Cette viriditas est représentée par une illustration symbolique dans son Livre des Œuvres divines (Cinquième vision).
Le médecin Gottfried Hertzka (de) (1913-1997), fondateur d'une médecine naturelle dite Médecine d'Hildegarde (de), a traduit six termes utilisés par Hildegarde par « épeautre ». Dans la citation qui la place comme meilleure des céréales, il ne s'agit que d'un choix de traduction. Ce courant de lecture nomme Hildegarde de Bingen, « Sainte Hildegarde » sans jamais donner de référence exacte et précise, à la différence des travaux universitaires qui ne retrouvent pas cette importance accordée à l'épeautre dans la pensée d'Hildegarde de Bingen.
Par exemple, dans cette citation :

« L'épeautre est la meilleure des céréales. Il réchauffe et engraisse le corps, il est très riche et plus tendre que tous les autres grains. L'épeautre rend saine la chair de quiconque en consomme... Il met la joie au cœur et donne de l'entrain. De quelque façon qu'on le mange, sous une forme ou une autre, comme pain ou tel autre mets cuit, l'épeautre est, pour tout dire, excellent et délicat. »

 Aucune référence n'est donnée alors qu'il s'agit d'un extrait de Physica. De même pour cette autre affirmation fréquemment attribuée à Hildegarde : « Sainte Hildegarde prescrit un régime à base d'épeautre, dont la bouillie appelée Habermus ». Or, la recherche de ce mot dans les éditions actuelles des écrits d'Hildegarde de Bingen ne donne aucun résultat. Gottfried Hertzka et son successeur Wighard Strehlow auraient transformé l'oeuvre d'Hildegarde de Bingen en un modèle parfait de santé, en omettant complètement la vision spirituelle de Sainte-Hildegarde et en s'éloignant de sa pensée.
Selon Régine Pernoud, Hildegarde signale que l'épeautre est la meilleure des céréales, avec le froment et le seigle,.
En dehors des écrits d'Hildegarde, Wolfgang Weuffen, de l′université de Greifswald en Allemagne, pense que les vertus diététiques de l'épeautre sont dues au thiocyanate, aux sels minéraux (sodium, calcium, potassium, magnésium, silicium, phosphore, soufre, fer), à des protéines et des glucides (glycosaminoglycane).

### Autres
L'épeautre est également utilisé pour la confection de chaufferettes, puisqu'il accumule très bien la chaleur et le froid et les restitue petit à petit. Une fois enfermé dans un coussinet, il peut être mis dans un micro-onde, un four ou sur un radiateur, ou bien être placé dans un congélateur avant d'être utilisé pour se réchauffer ou se rafraîchir.
La balle d’épeautre douce, élastique et durable, ne s’effrite pas comme le fait l’avoine : elle est utilisée en ameublement ou en literie comme rembourrage de matelas, coussins ou oreillers.

## Liste des variétés
Selon le NCBI (14 avril 2018) :
- Triticum spelta var. album (Alef.) Koern ;
- Triticum spelta var. arduini (Mazz.) Koern ;
- Triticum spelta var. duhamelianum (Mazz.) Koern.

En 2024, 25 variétés sont inscrites dans la base de données variétés de Semae.

## Calendrier
Le 1er jour du mois de thermidor (mois des "thermes", des bains) du calendrier républicain / révolutionnaire français est dénommé jour de l'épeautre, généralement chaque 19 juillet du calendrier grégorien.